# Cuenotaster
Cuenotaster is een geslacht van zeesterren uit de familie Ganeriidae.

## Soort
- Cuenotaster involutus (Koehler, 1912)